# Richmond (Indiana)
Richmond es una ciudad ubicada en el condado de Wayne en el estado estadounidense de Indiana. En el Censo de 2010 tenía una población de 36812 habitantes y una densidad poblacional de 590,45 personas por km².

## Geografía
Richmond se encuentra ubicada en las coordenadas 39°49′56″N 84°53′23″O / 39.83222, -84.88972. Según la Oficina del Censo de los Estados Unidos, Richmond tiene una superficie total de 62.35 km², de la cual 61.94 km² corresponden a tierra firme y (0.65%) 0.41 km² es agua.

## Demografía
Según el censo de 2010, había 36812 personas residiendo en Richmond. La densidad de población era de 590,45 hab./km². De los 36812 habitantes, Richmond estaba compuesto por el 83.93% blancos, el 8.65% eran afroamericanos, el 0.28% eran amerindios, el 1.1% eran asiáticos, el 0.1% eran isleños del Pacífico, el 1.91% eran de otras razas y el 4.03% pertenecían a dos o más razas. Del total de la población el 4.06% eran hispanos o latinos de cualquier raza.